# Chrysopogon plumulosus
Espèce
Classification phylogénétique
Chrysopogon plumulosus est une espèce de plante du genre Chrysopogon et de la famille des poacées. C'est une herbe pérenne originaire d'Afrique.